# Norma Talmadge

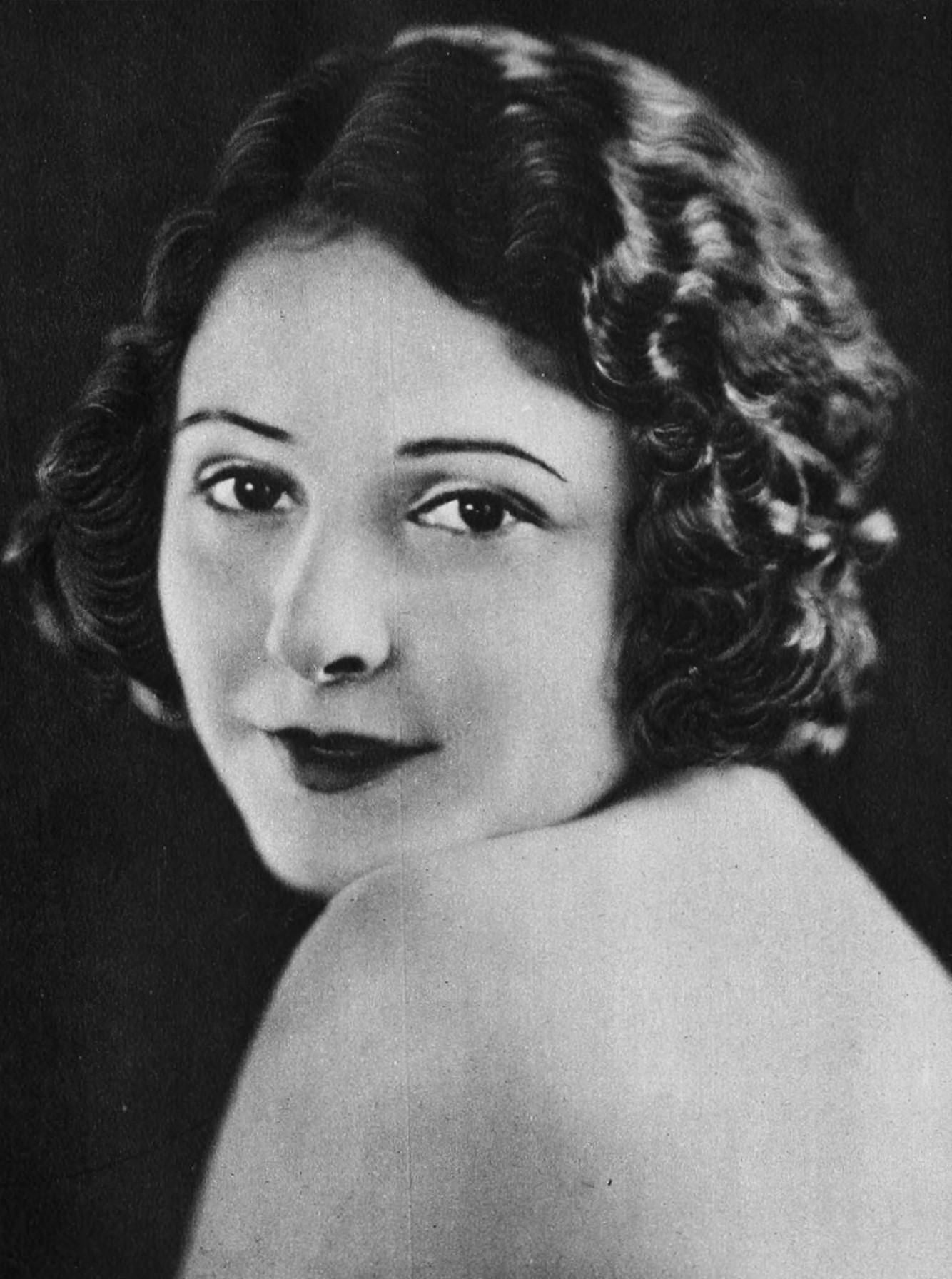
Norma Talmadge im Jahr 1920

Norma Talmadge (* 2. Mai 1894 in Jersey City, New Jersey; † 24. Dezember 1957 in Las Vegas, Nevada) war eine US-amerikanische Schauspielerin der Stummfilm- und frühen Tonfilmzeit.

## Leben

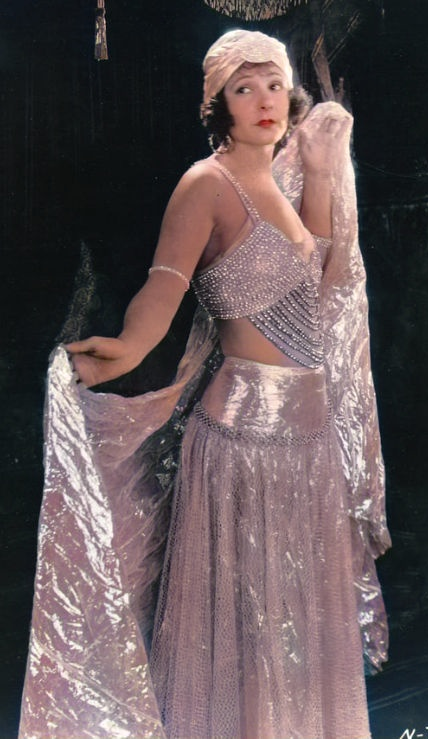
Norma Talmadge in ihrer Rolle der Tänzerin von Amahar, 1923.

Ihr Vater, ein Alkoholiker, verließ Norma, ihre Mutter und deren zwei weitere Töchter Natalie Talmadge (die später Buster Keaton heiratete) und Constance Talmadge. Bereits im Alter von 14 Jahren spielte Norma in ersten Filmproduktionen mit und stieg rasch zu einem der Stars der Vitagraph auf, die unter anderem auch Alice Joyce unter Vertrag hatte. Im August 1915 siedelte die Talmadge-Familie nach Hollywood über, wo Norma ein Jahr später den Filmproduzenten Joseph Schenck heiratete, der ihre Filme produzierte und ihren Aufstieg zu einem der größten Stars neben Mary Pickford koordinierte. 1923 spielte sie unter anderem die namensgebende Hauptrolle in Die Tänzerin von Amahar. 
Norma spezialisierte sich rasch auf tränenreiche Melodramen und verdiente zur Mitte des Jahrzehnts 25.000 Dollar plus Gewinnbeteiligung pro Film. Während ihre Schwester Constance sich als Komödiantin etablierte (einem Gebiet, auf dem sie neben Marion Davies wenig Konkurrentinnen hatte), basierte Normas Erfolg auf einem endlosen Tränenfluss. Mit dem Aufkommen neuer Leinwandstars wie Colleen Moore, Greta Garbo, Norma Shearer und Clara Bow nahm jedoch Normas Anziehungskraft an der Kinokasse ab Mitte des Jahrzehnts zunehmend ab. Auch ein Wechsel zu United Artists, den die Talmadge-Schwestern 1927 vollzogen, half nicht gegen die schwindende Popularität.
Anders als ihre Schwester Constance beschloss Norma, die Herausforderung des Tonfilms anzunehmen. Nach dem halbherzigen Erfolg ihrer ersten Tonfilme drehte sie – gegen den ausdrücklichen Rat ihrer Mutter und aller Bekannten – 1930 den Film, für den sie bis heute am bekanntesten ist: Du Barry – Woman of Passion. Der Film über Madame Dubarry, die berühmte Mätresse des französischen Königs Ludwig XV. war ein solcher Misserfolg und Normas inadäquate Darstellung wurde so verrissen, dass noch zwanzig Jahre später in dem Musical Singin’ in the Rain eine Parodie darüber gemacht wurde. Damit war ihre Filmkarriere beendet. Mit dem legendären Zitat, dass sie zu reich zum Weitermachen sei, zog sich Norma Talmadge immer mehr in ihre eigene Welt aus Tabletten, Alkohol und Illusionen zurück. Ihr bizarres Verhalten inspirierte Billy Wilder zur Figur der Norma Desmond in dem Film Sunset Boulevard.
Der Regisseur Clarence Brown lobte Norma Talmadge als eine der besten Schauspielerinnen der Stummfilmzeit.

## Filmografie (Auswahl)
- 1910: A Broken Spell (Kur5zfilm)
- 1915: The Battle Cry of Peace
- 1920: The Branded Woman
- 1920: Yes or No
- 1920: The Woman Gives
- 1920: A Daughter of Two Worlds
- 1920: She Loves and Lies
- 1921: Love’s Redemption
- 1921: The Wonderful Thing
- 1921: The Sign on the Door
- 1921: Passion Flower
- 1922: The Eternal Flame
- 1922: Smilin’ Through

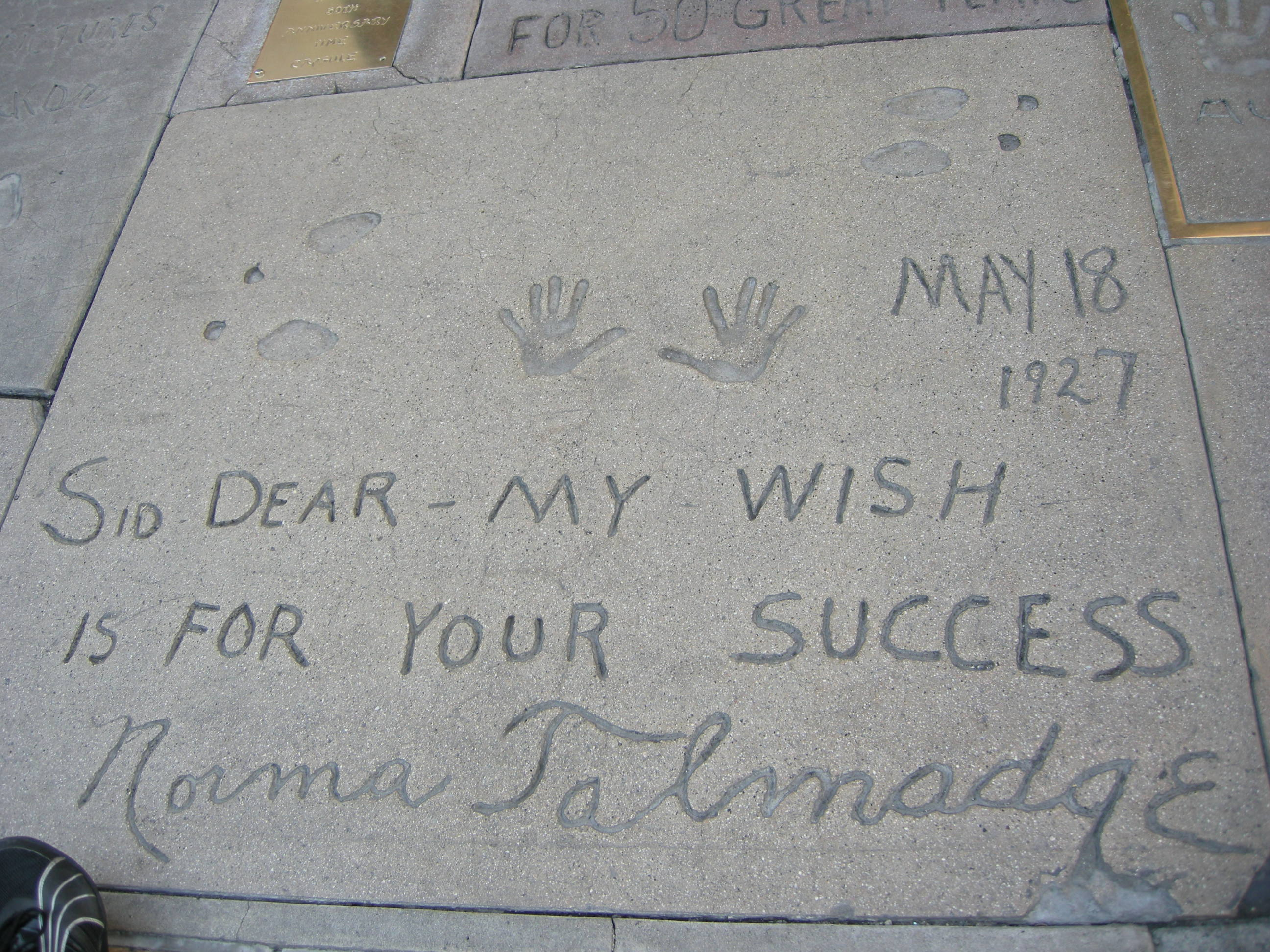
Norma Talmadges Hand- und Fußabdrücke vor dem Grauman’s Chinese Theatre

- 1923: Die Bluthochzeit (Ashes of Vengeance)
- 1923: An der Grenze des Gesetzes (Within the Law)
- 1923: Die Tänzerin von Amahar (The Song of Love)
- 1923: Die Stimme vom Minarett (The Voice from the Minaret)
- 1924: Die einzige Frau (The Only Woman)
- 1924: Das Geheimnis der Liebe (Secrets)
- 1925: Graustark
- 1925: Die Lady vom Tingel-Tangel (The Lady)
- 1926: Kiki
- 1926: Die Kameliendame (Camille)
- 1927: Sonne, Süden, Leidenschaft (The Dove)
- 1928: Die Stunde der Entscheidung (The Woman Disputed)
- 1928: Es tut sich was in Hollywood (Show People)
- 1929: New York Nights
- 1930: Du Barry, Woman of Passion